# Völlan
Völlan (italienisch Foiana) ist ein auf etwa 700 m Höhe gelegenes Dorf im Südtiroler Burggrafenamt und eine Fraktion der Marktgemeinde Lana. Das Dorf hat etwa 1100 Einwohner und liegt westlich erhöht über dem Etschtal nahe der Stadt Meran. Die Entfernung zum Lananer Dorfzentrum beträgt ca. 6 km.

## Geschichte
Auf dem Kobaldhofbühel und der Böschung nach St. Georgen stand eine kleine prähistorische Wallburg. Aufgrund seiner günstigen Lage wurde Völlan schon im Frühmittelalter besiedelt. Die weit verstreut liegenden Höfe und ihre Namen lassen auf germanische Stämme schließen, die Namensgebung des Ortes selbst jedoch weist romanische Merkmale auf. Ersturkundlich ist Völlan in einer Urkunde der Grafen von Eppan aus dem Jahr 1189 als „in Follano“ bezeugt. Es kann lateinisch Volusianum ‚Landgut der Volusius-Familie‘ zugrunde liegen. Das älteste Gebäude ist die um das Jahr 1200 erbaute Pfarrkirche St. Severin, die im 18. Jahrhundert jedoch umgebaut wurde. Das Gotteshaus steht unter dem in Tirol ungewöhnlichen Patrozinium des heiligen Severin von Köln.

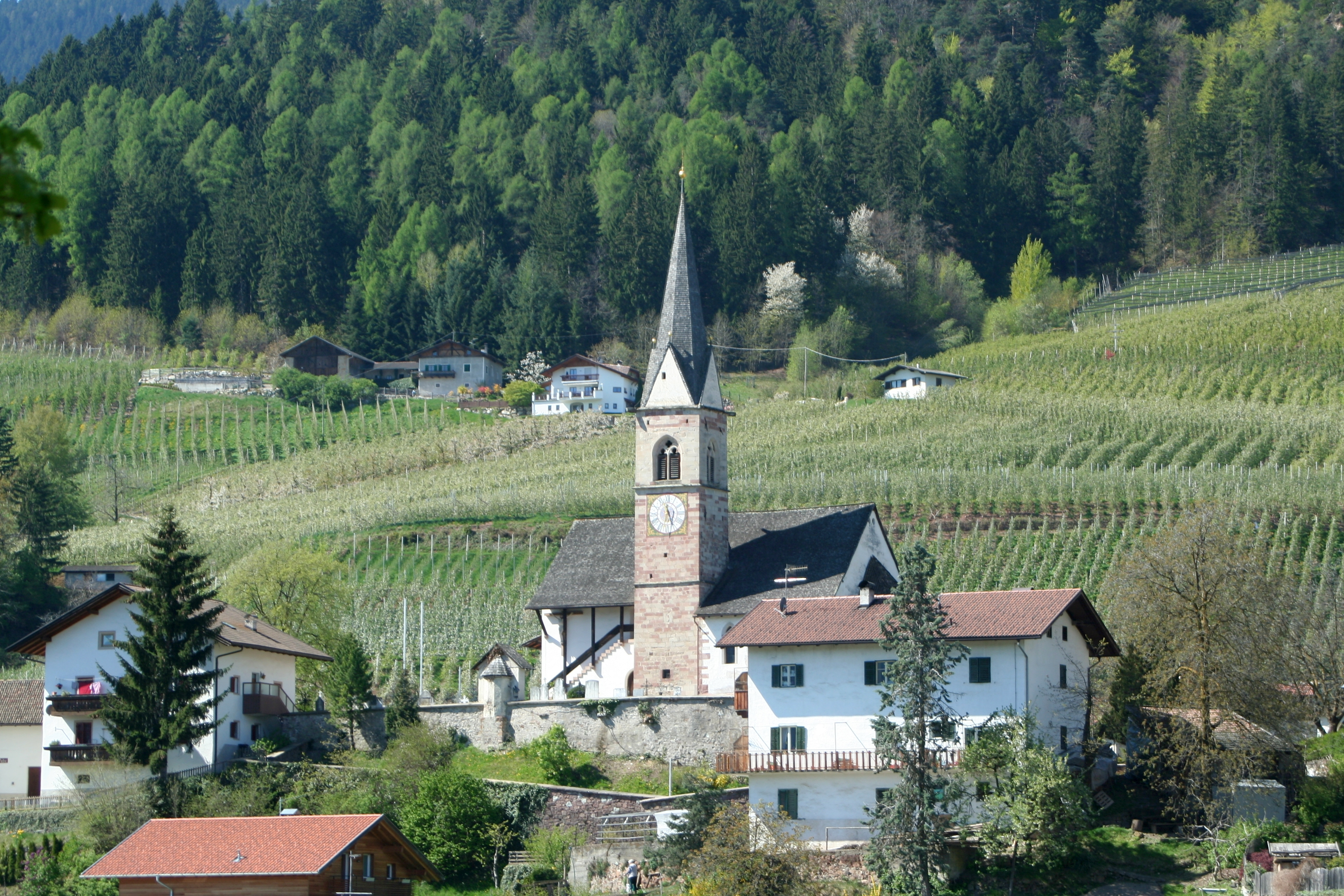
Pfarrkirche St. Severin

Wohl kurze Zeit nach der Kirche wurde im 13. Jahrhundert die Mayenburg erbaut, die 1229 erstmals urkundlich erwähnt wurde und als Fluchtburg diente. Im Jahr 1241 wird die Anlage als „castrum de Uollan“ genannt. Mit dem Aussterben des Geschlechts der Grafen von Eppan ging die Feste 1253 in den Besitz der Grafen von Tirol über. Im 18. Jahrhundert wurde die heutige Ruine zur Gerichtsburg ernannt, doch Mitte des 19. Jahrhunderts wechselte das Gericht in eine andere Anlage. 1814 löste Joseph Graf von Brandis das Lehen auf und verkaufte die Mayenburg als Eigengut an einen Bauer. Seitdem wechselte die Burg mehrere Male die Besitzer, heute verfällt die Ruine zusehends und ist der Öffentlichkeit nicht zugänglich.
Um 1815 wurde Völlan ein Teil der damals neu gegründeten Gemeinde Tisens; 1854 wurde Völlan als eigene Gemeinde ausgegliedert. Nach dem 1919 geschlossenen Friedensvertrag von St. Germain, in dessen Folge Südtirol Italien zugesprochen wurde, hatte Völlan aufgrund mangelnder Einwohnerzahl nach italienischem Gesetz kein Recht mehr, eine eigene Gemeinde zu bilden. Das bis dato eigenständige Völlan wurde 1929 Teil der Marktgemeinde Lana.

## Wappen
Das Wappen zeigt auf gelbem Hintergrund zwei gekreuzte Adlerfüße mit roten Krallen.

## Politik
Aufgrund der Zugehörigkeit zur Marktgemeinde Lana verfügt das Dorf über keinen eigenen Gemeinderat bzw. Bürgermeister.

## Bildung
In Völlan gibt es eine Grundschule und einen Kindergarten für die deutsche Sprachgruppe.

## Sehenswürdigkeiten
Zu den Sehenswürdigkeiten des Dorfes zählen die Mayenburg, der Ansitz Helmstorf und die Pfarrkirche St. Severin, sowie die Kapelle St. Magdalena in Oberlehen oberhalb des Ortseinganges und der „Kastanien-Erlebnisweg“, welcher das ganze Jahr über begehbar ist. Des Weiteren befindet sich unterhalb der Ortschaft die Kapelle St. Georgen, deren Vorgängerbau – eine archäologisch gesicherte Holzkirche – aus dem Frühmittelalter stammt. Außerdem kann man über einen Wanderweg zum „Völlaner Badl“ gelangen. Das Dorf ist, wie die Ortschaft Tisens, außerdem durch den „Keschtn-Riggl“ und das alljährlich stattfindende Kastanienfest bekannt. Zudem kann man im dem Widum nahegelegenen Bauernmuseum die Lebensweise der Tiroler Bauer aus früher Zeit besichtigen.

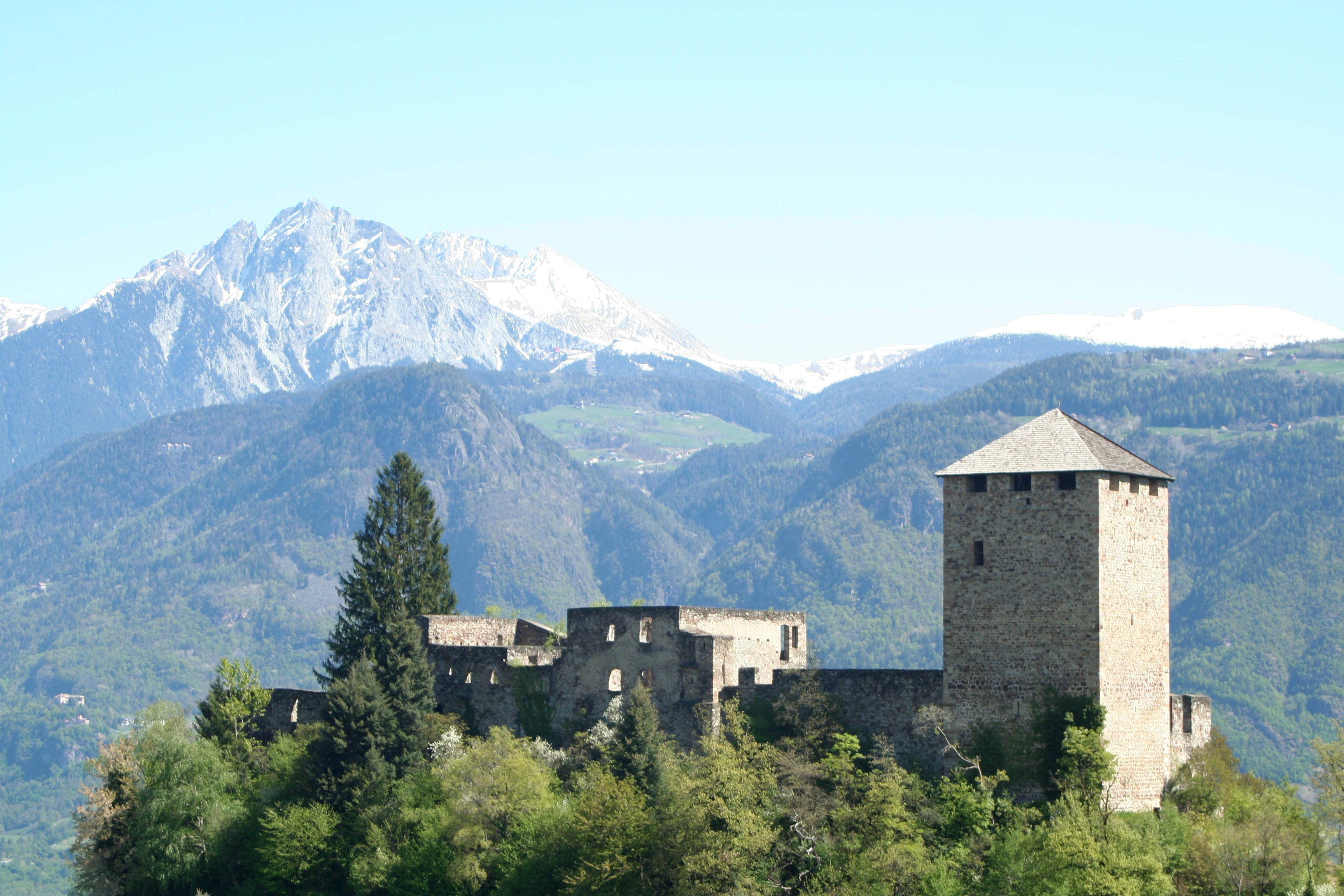
Mayenburg
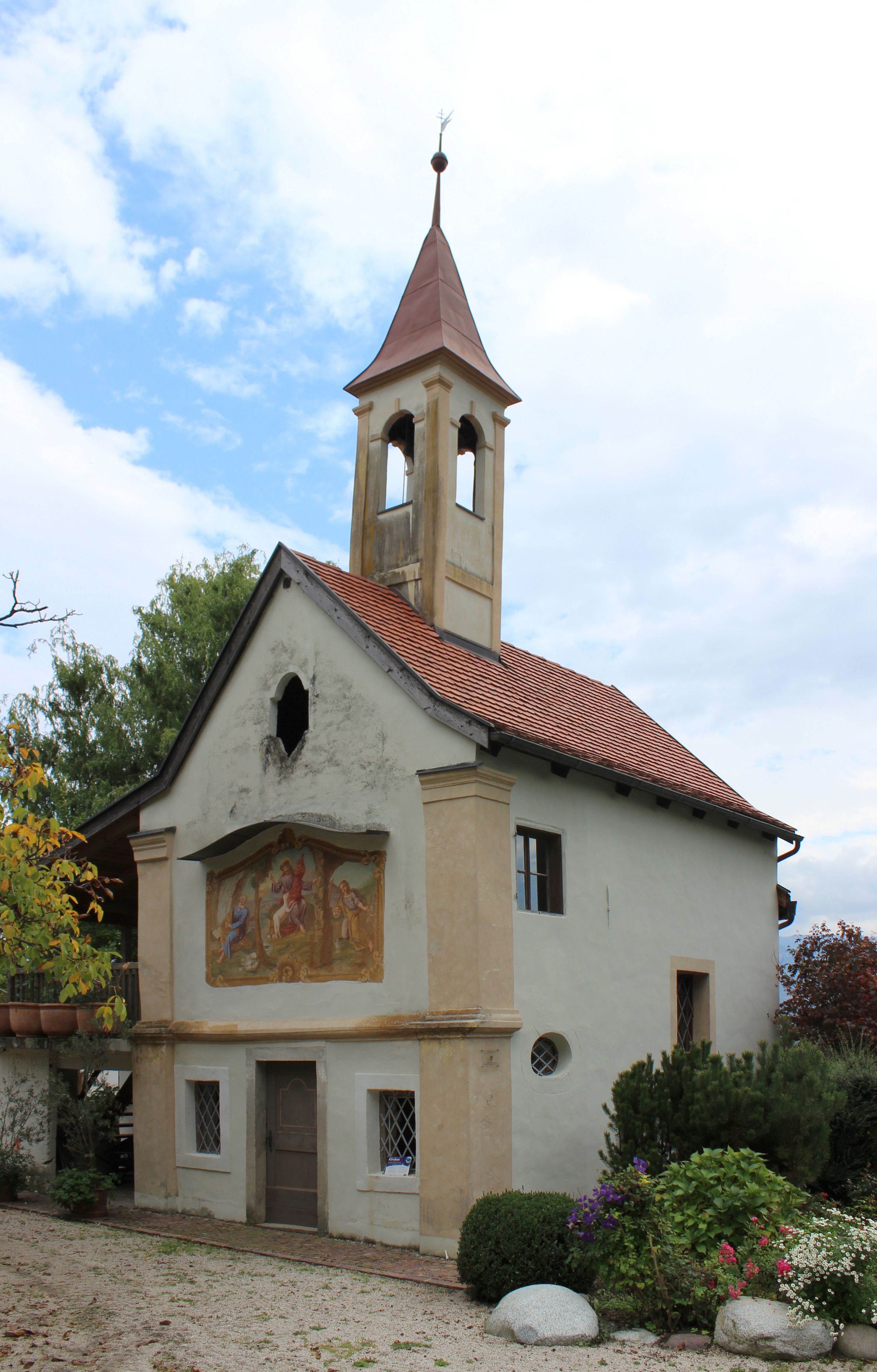
Kapelle St. Magdalena
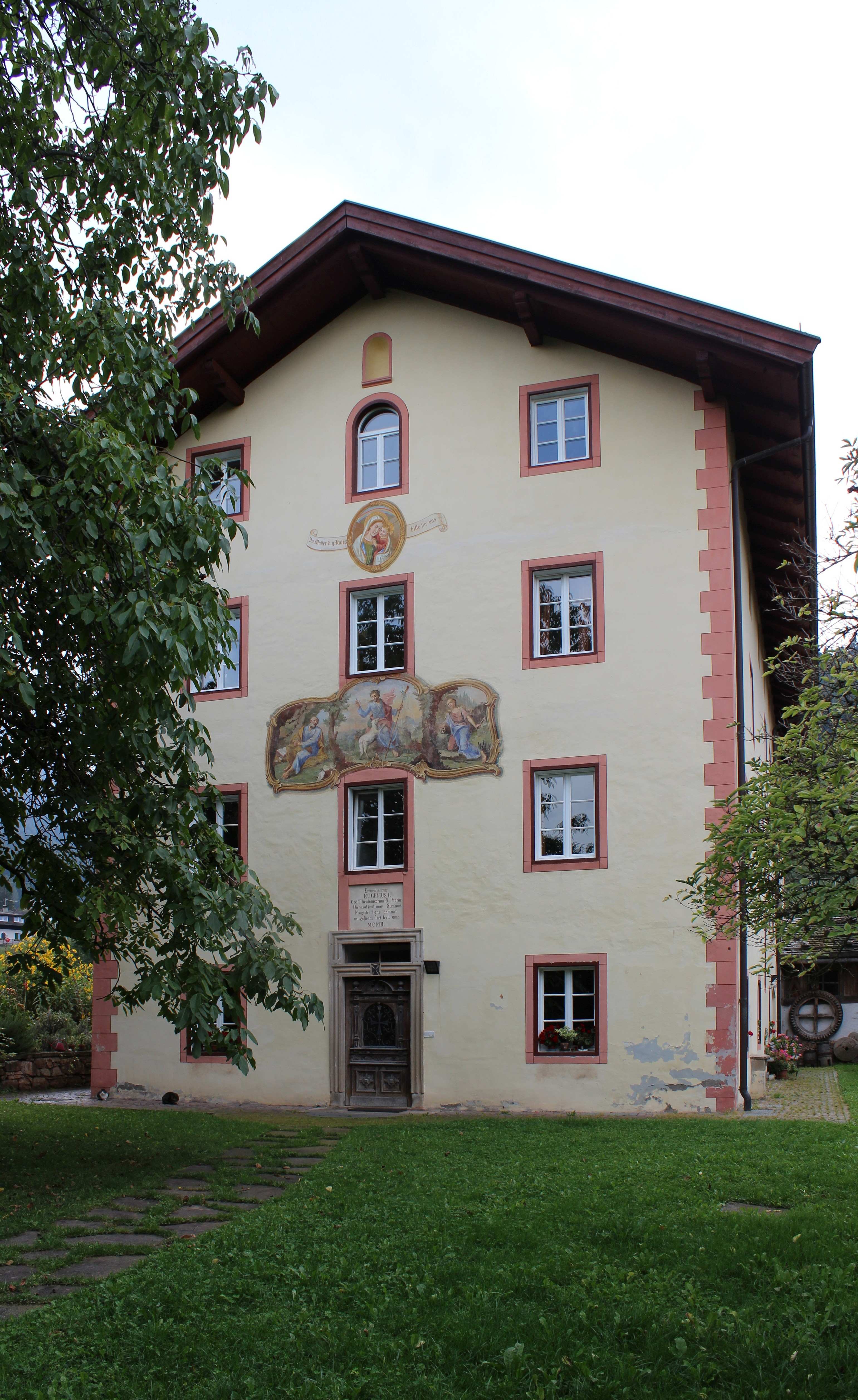
Widum
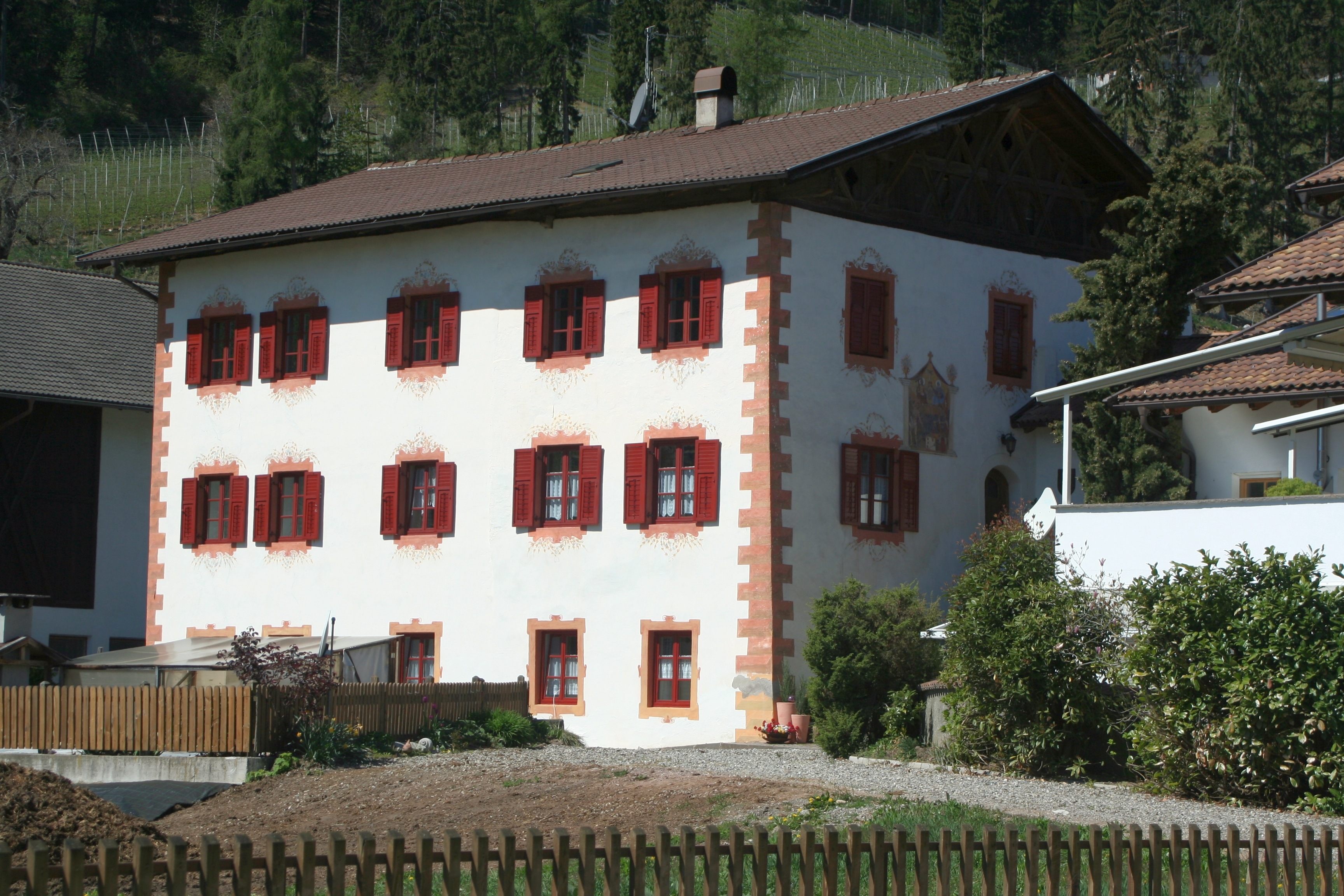
„Nagele“-Hof
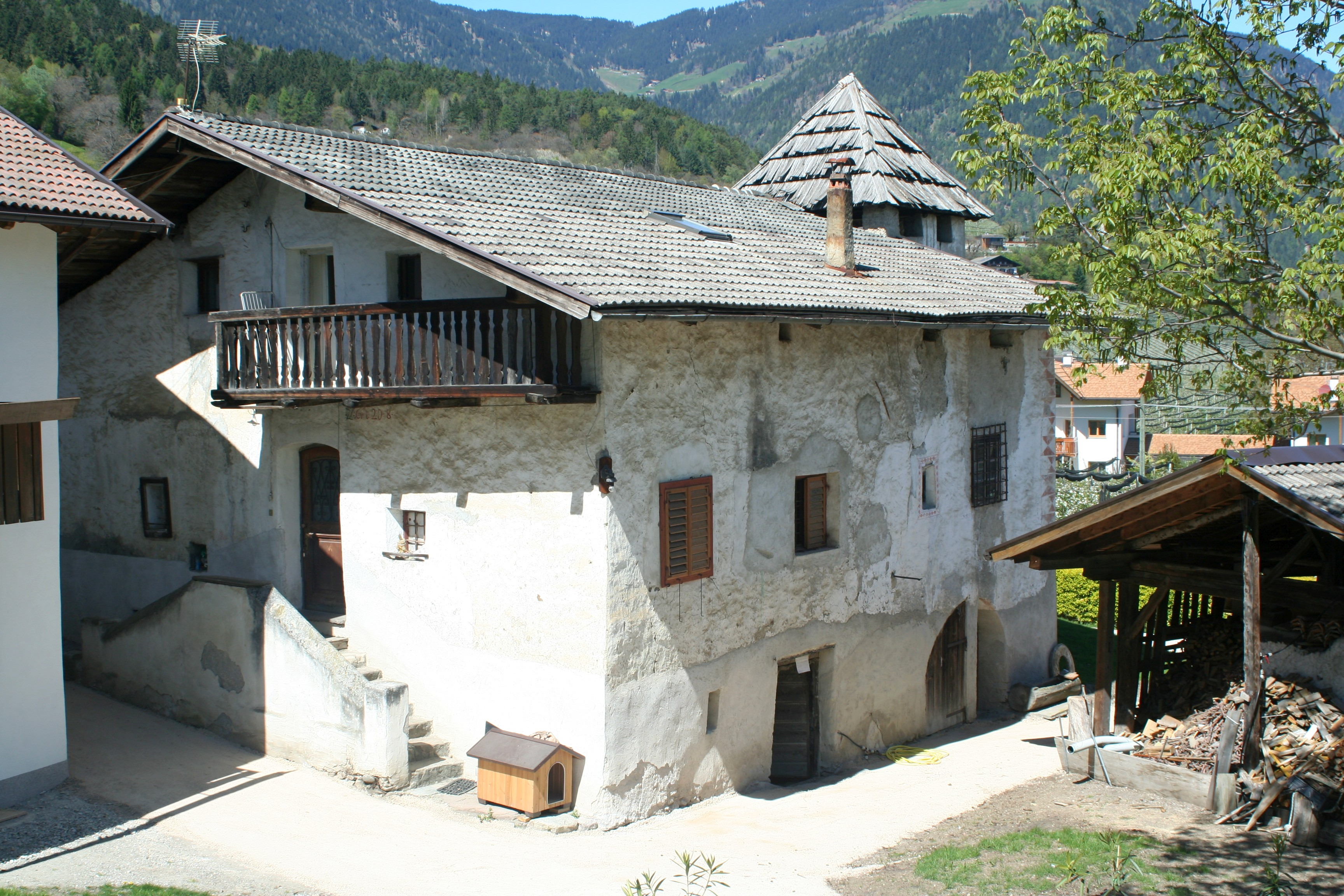
Kobald-Hof
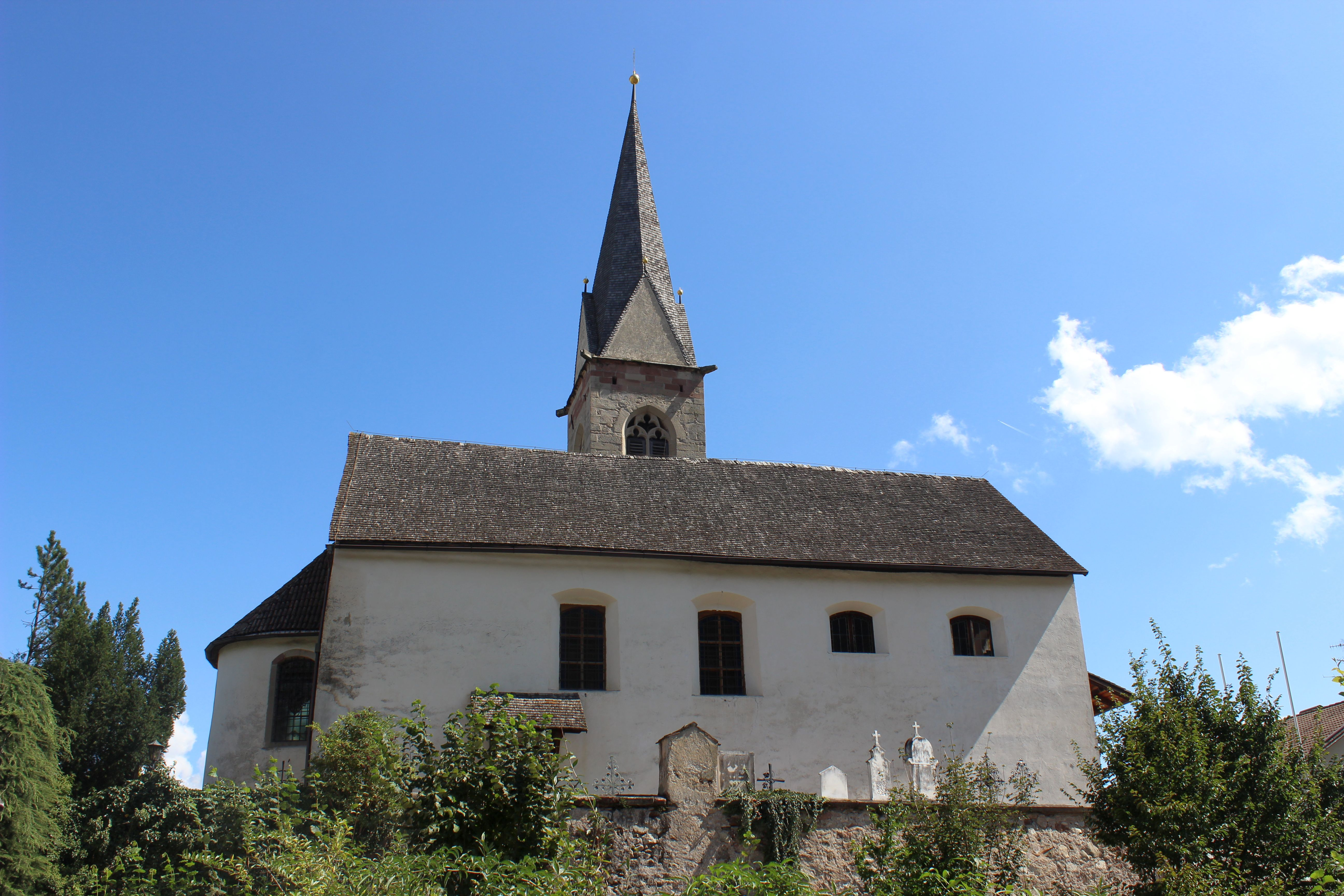
Pfarrkirche St. Severin
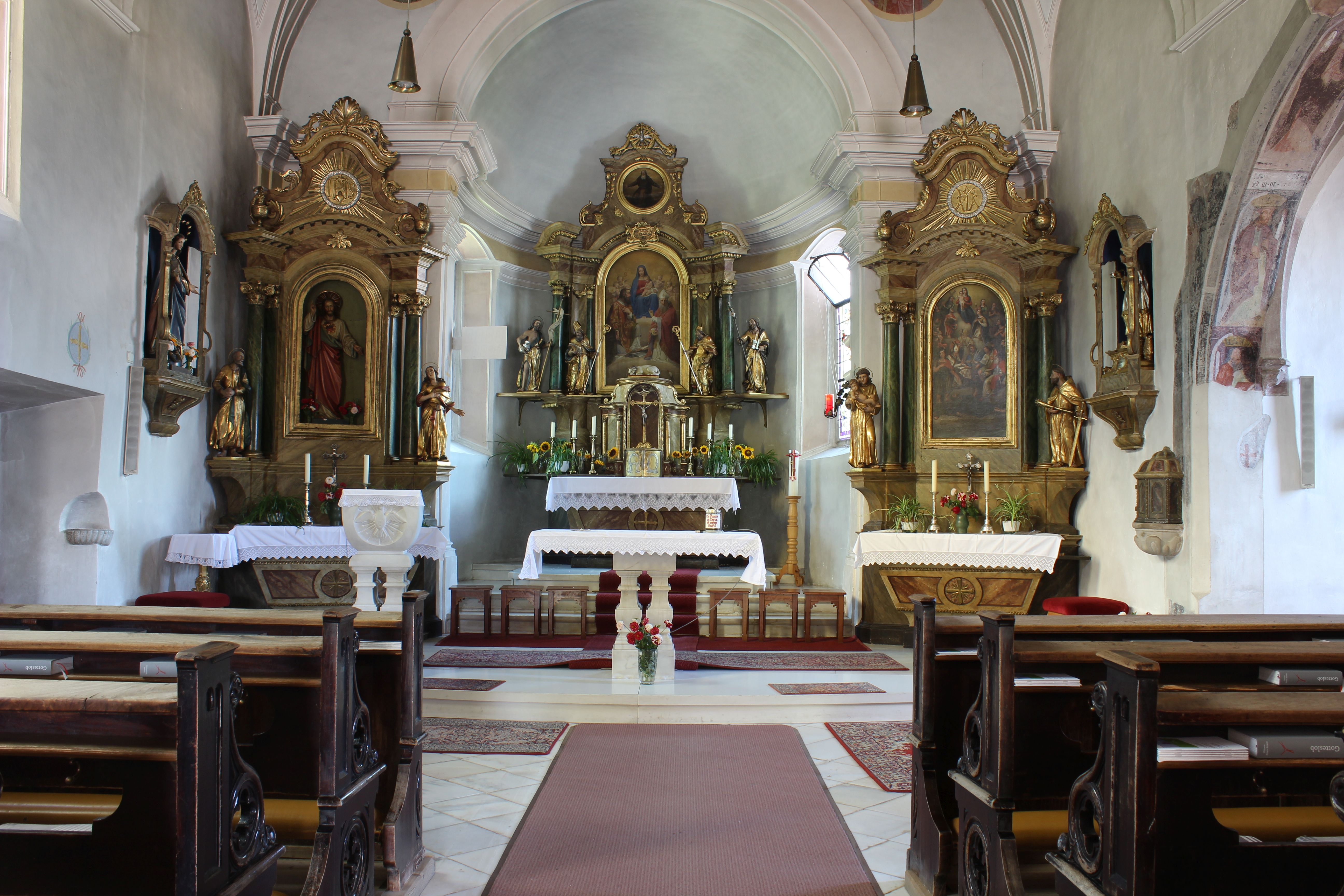
Kirche St. Severin, Altarraum
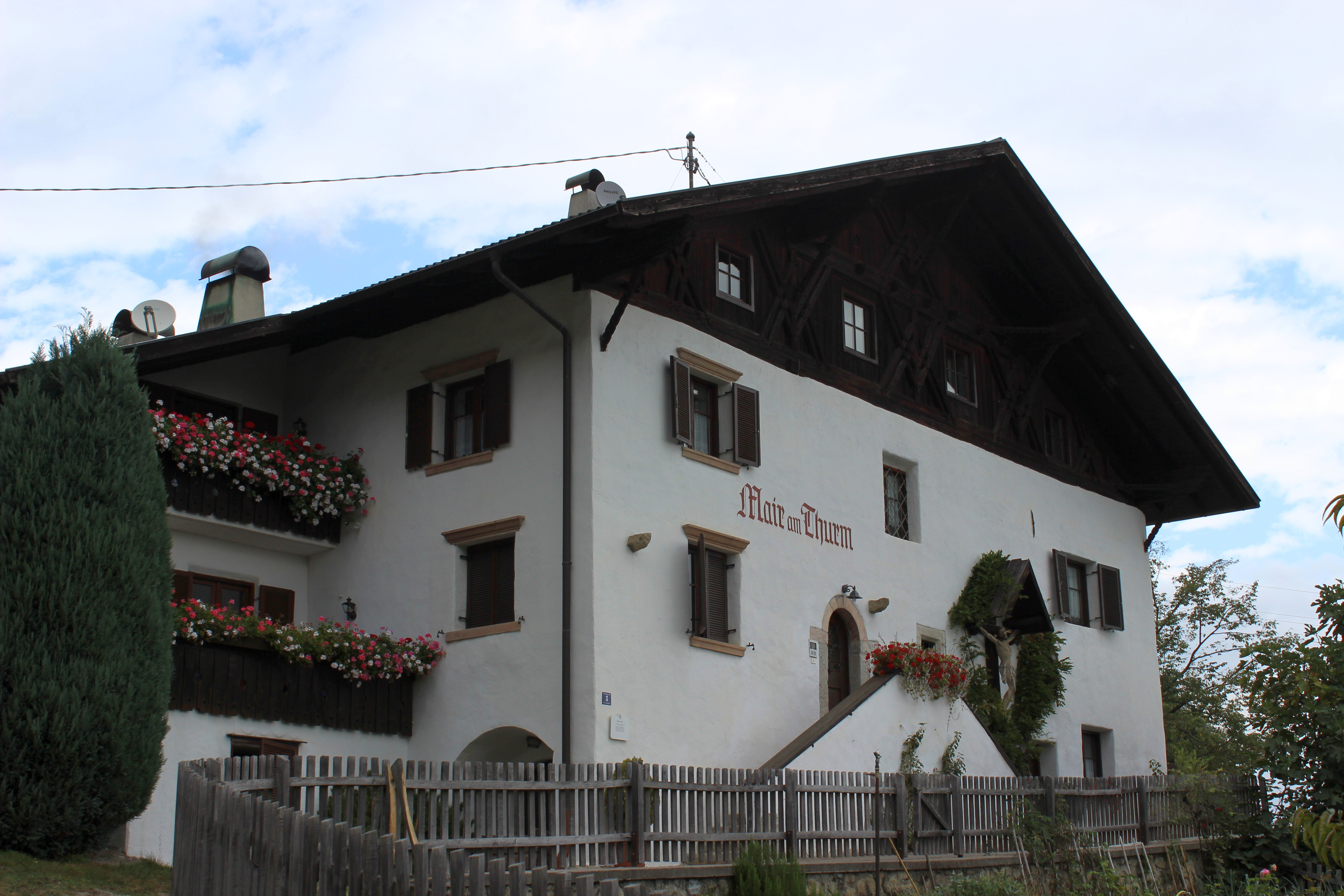
Mair am Turm

## Persönlichkeiten
- Propst Josef Wieser (1828–1899), Geistlicher und Politiker
- Josef Unterholzner (* 1960), Unternehmer und Politiker
- Armin Zöggeler (* 1974), Rennrodler und Olympiasieger

## Vereine
In Völlan gibt es eine Vielzahl von Vereinen:
- Freiwillige Feuerwehr Völlan
- Bauernkapelle Völlan
- Sportverein
- Theatergruppe
- Verschönerungsverein
- Schützen-Zug Völlan
- Fischerverein Völlan
- Jagdverein
- Imkerverein
- Bäuerinnen
- Katholische Männerbewegung
- Katholische Frauenbewegung
- Etschland Borussen